# Irmãs da Reparação da Santa Face
A Pontifícia Congregação das Irmãs Beneditinas da Reparação da Santa Face é uma ordem católica romana cujo foco é fornecer Atos de Reparação a Jesus Cristo.

## História
Em 1950, o Abade Hildebrand Gregori formou a organização "Sodalidade de Oração", que em 1977 se tornou a Congregação Pontifícia das Irmãs Beneditinas da Reparação da Santa Face.
Esta devoção da Santa Face de Jesus remonta à Irmã Maria de São Pedro, freira carmelita de Tours na França que em 1843 relatou visões de Jesus e Maria, nas quais foi instada a espalhar a devoção à Santa Face de Jesus, em reparação à muitos insultos que Jesus sofreu em sua paixão. A devoção foi ainda mais difundida em Tours pelos esforços do Venerável Leão Dupont ( também conhecido como Apóstolo da Santa Face ), que orou pelo estabelecimento da devoção por 30 anos, acendendo uma lâmpada diante de uma imagem pintada de Jesus. O papa Leão XIII aprovou a devoção em 1885.
Em uma carta de 27 de setembro de 2000 ao cardeal Fiorenzo Angelini, por ocasião do 50º aniversário da formação da ordem, o Papa João Paulo II descreveu o objetivo das Irmãs Beneditinas da Reparação da Santa Face como: "O esforço incessante ficar ao lado das cruzes intermináveis nas quais o Filho de Deus continua a ser crucificado." 
Em 1997, o cardeal Fiorenzo Angelini formou o Instituto Internacional de Pesquisa da Face de Cristo em Roma, em associação com as Irmãs da Reparação da Santa Face.

A congregação tem casas em vários continentes. 